# NGC 397
NGC 397 ist eine Elliptische Galaxie vom Hubble-Typ E im Sternbild Fische auf der Ekliptik. Sie ist schätzungsweise 231 Millionen Lichtjahre von der Milchstraße entfernt und hat einen Durchmesser von etwa 45.000 Lichtjahren.

Gemeinsam mit NGC 392 und NGC 394 bildet sie das isolierte Galaxientrio KTG 3.
Das Objekt wurde am 6. Dezember 1866 von dem irischen Astronomen Robert Stawell Ball entdeckt.